# York Street (metropolitana di New York)
York Street è una fermata della metropolitana di New York situata sulla linea IND Sixth Avenue. Nel 2019 è stata utilizzata da 3 927 129 passeggeri. È servita dalla linea F, attiva 24 ore su 24.

## Storia
La stazione fu aperta il 9 aprile 1936.

## Strutture e impianti
La stazione è sotterranea, ha una banchina ad isola e due binari. È posta al di sotto di Jay Street e ha un unico ingresso all'incrocio con York Street, localizzato all'interno dell'edificio che ospita la torre di ventilazione del Rutgers Street Tunnel.

## Interscambi
La stazione è servita da alcune autolinee gestite da NYCT Bus.
- Fermata autobus